# 特镇
特镇（法語：Theux，法語發音：[tø]）是比利时瓦隆大区列日省韋爾維耶區的一个市镇，通行法语，是比利时法语社群的一部分，面积83.36平方千米，人口12,025人（2018年1月1日）。